# Gonomyia maquilingia
Gonomyia maquilingia är en tvåvingeart som beskrevs av Alexander 1931. Gonomyia maquilingia ingår i släktet Gonomyia och familjen småharkrankar. Inga underarter finns listade i Catalogue of Life.